# Коротка Марія Федосіївна
Марія Федосіївна Коротка (нар.. 1 жовтня 1937 року, село Хлібодарівка, Волноваський район, Сталінська область) — передовиця виробництва, бригадир штукатурів будівельного управління № 3 тресту «Азовстальбуд», місто Жданов Донецької області, Українська РСР . Герой Соціалістичної Праці (1973). Заслужений будівельник Української РСР (1973). Депутат Верховної Ради Української РСР.

## Біографія
Народилася 1 жовтня 1937 року у багатодітній родині лісничого у селі Хлібодарівка. 1953 року закінчила семирічну школу. Працювала на пошті. В 1955 році закінчила ФЗО № 1 в Маріуполі, після чого стала працювати штукатуром управління № 3 будівельного тресту «Азовстальбуд». Пізніше була призначена бригадиром штукатурів. Керувала бригадою упродовж 19 років. Брала участь у будівництві виробничих, соціальних об'єктів та житлового фонду у Маріуполі. За будівництво аглофабрики Жданівського металургійного заводу імені Ілліча було нагороджено Орденом Трудового Червоного Прапора.
Під час будівництва прокатного табору «3600» комбінату «Азовсталь» бригада під керівництвом Марії Короткої оштукатурила 221,5 тисячі квадратних метрів виробничих площ. За норми 10-11 квадратних метрів заштукатуреної площі кожен штукатур бригади Марії Короткої щодня виконував по 40-50 квадратних метрів. За ці видатні трудові досягнення була удостоєна 1973 року звання Героя Соціалістичної Праці.
З травня 1976 по травень 1977 — бригадир штукатурів в «Управлінні механізації».
З 1977 року — майстер виробничого навчання у ПТУ № 1 та ПТУ № 74.
Обиралася делегатом XXVI з'їзду КПУ (1981) та депутатом міської та обласної Рад народних депутатів.
1990 року вийшла на пенсію.

## Нагороди
- Герой Соціалістичної Праці — указом Президії Верховної Ради СРСР від 26 грудня 1973 року
- Орден Леніна
- Орден Трудового Червоного Прапора
- Почесний громадянин Маріуполя — «за сумлінну працю, заслуги у багаторічній громадській діяльності, великий внесок у справу виховання молоді» (1987)[1]